# Bryant Ortega
Bryant Jesús Ortega Carmona (ur. 28 lutego 2003 w Caracas) – wenezuelski piłkarz występujący na pozycji środkowego pomocnika, od 2021 roku zawodnik Caracas.